# 動物園駅 (広州市)
動物園駅（どうぶつえんえき、仮名転写：ドンウーユエンえき）は、中華人民共和国広東省広州市越秀区環市東路にある広州地下鉄5号線の駅である。

## 駅構造
単式ホーム2面2線を有する地下駅。開業当初からホームドア設置。

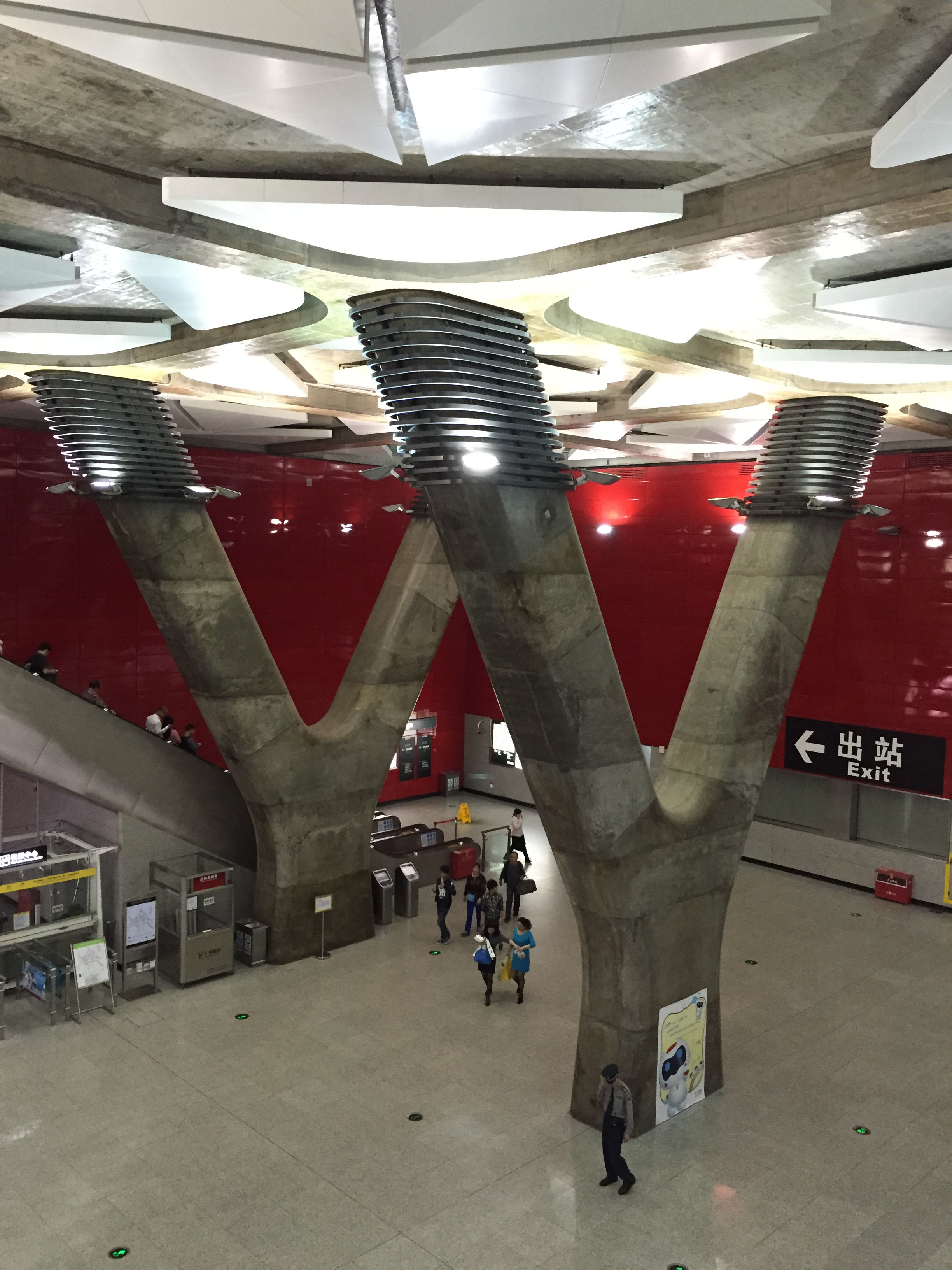
コンコース

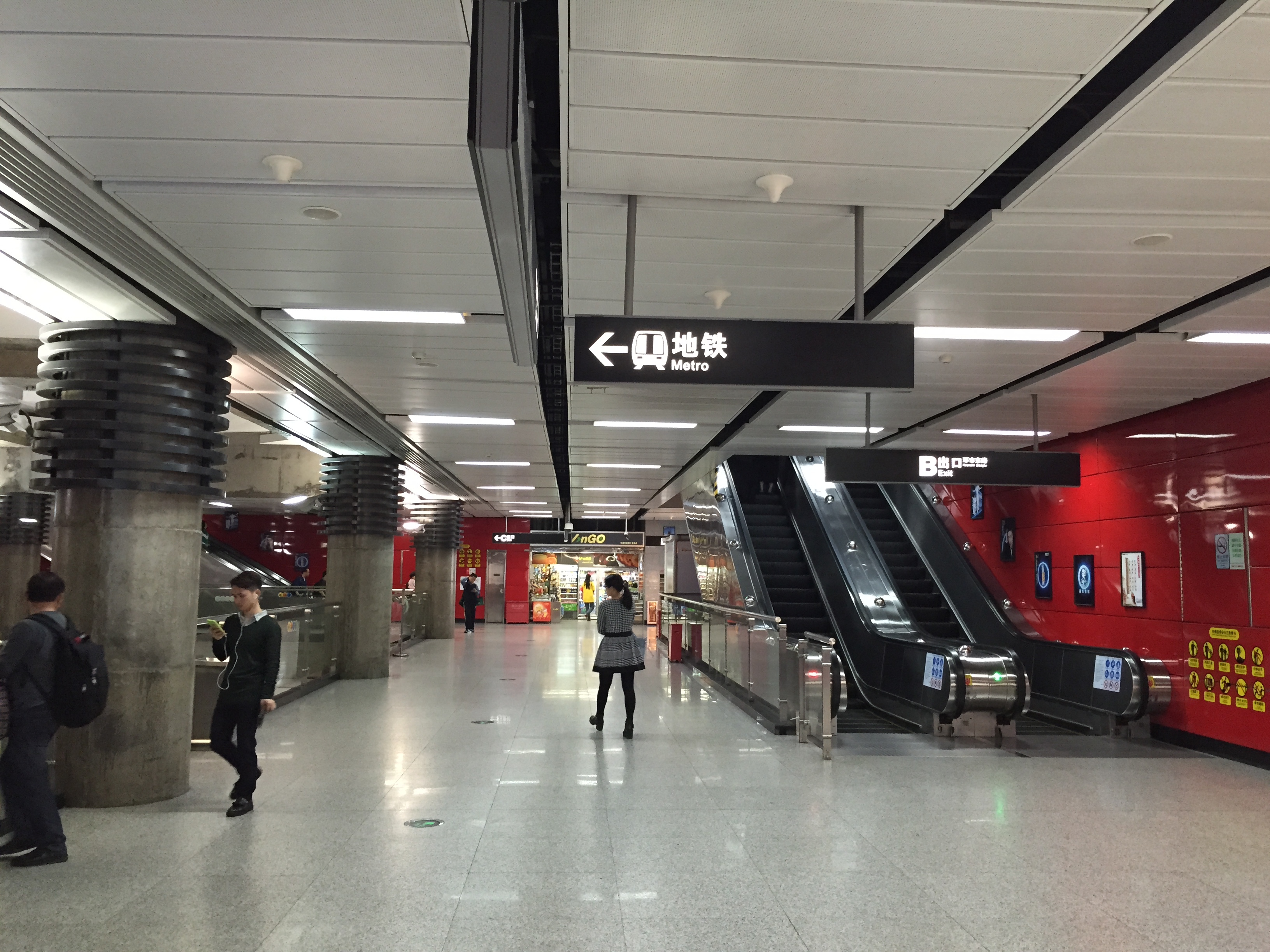
改札階

| 5号線ホーム (B2F) | コンコース 単式ホーム、車両右側のドアが開閉する |
| 5号線ホーム (B2F) | 2番線 ←■5号線区荘駅へ 滘口方面                  |
| 5号線ホーム (B3F) | 単式ホーム、車両左側のドアが開閉する            |
| 5号線ホーム (B3F) | 1番線 ■5号線楊箕駅へ 黄埔新港方面→              |

## 駅周辺
- 広州動物園 - 駅名の由来。

## 歴史
- 2009年12月28日 - 5号線が開業。

## 隣の駅
■ 5号線
区荘駅 509- 動物園駅 510 - 楊箕駅 511